# Primero México (2009)
Primero México fue una coalición electoral formada por los partidos políticos mexicanos Revolucionario Institucional y Verde Ecologista de México para las elecciones de 2009. La coalición fue liderada por Beatriz Paredes Rangel y Jorge Emilio González Martínez.
Esta coalición es sucesora de las ya realizadas por el PRI y PVEM desde el año 2003, luego de que el segundo instituto político haya roto su pacto de coalición con el Partido Acción Nacional.
Esta coalición no solo tiene efectos para las elecciones federales, sino también las locales, siendo establecida para competir en las elecciones estatales de Nuevo León, San Luis Potosí y Sonora.

## Resultados electorales

### Cámara de diputados
|  | 36.94 % |

|  | 43.65 % |

|  | 6.71 % |

### Gubernaturas
|  | 49.00 % |

|  | 45.38 % |

|  | 43.59 % |